# Kalkhügel
Kalkhügel, Osnabrück-Kalkhügel – dzielnica miasta Osnabrück w Niemczech, w kraju związkowym Dolna Saksonia.